# Patrycja Piechowiak
Patrycja Piechowiak (ur. 1 września 1992 w Grodzisku Wielkopolskim) – polska sztangistka startująca w kategorii 69 kg. Medalistka mistrzostw Europy seniorek (2018) oraz juniorek (2011). Olimpijka (2016). Mistrzyni i reprezentantka Polski.

## Kariera sportowa
Karierę sportową rozpoczęła w Promieniu Opalenica, następnie została zawodniczką Budowlanych Nowy Tomyśl.
Na mistrzostwach Polski seniorek zdobyła w kategorii 69 kg pięć złotych medali (2012, 2013, 2014, 2015, 2016) i jeden medal srebrny (2011).
W 2011 została brązową medalistką mistrzostw Europy juniorek, w 2015 brązową medalistką mistrzostw Europy do lat 23. Reprezentowała Polskę na mistrzostwach Europy seniorek w 2013 (6 m. w kat. 69 kg), 2014 (5 m. w kat. 69 kg) i 2016 (5 m. w kategorii 69 kg) oraz mistrzostwach świata seniorek w 2013 (12 m. w kategorii 75 kg), 2014 (w kat. 69 kg spaliła podrzut) i 2015 (21 m. w kat. 69 kg). W 2016 uczestniczyła w igrzyskach olimpijskich, jednak nie zaliczyła żadnego podejścia w podrzucie i nie została sklasyfikowana w dwuboju. W marcu 2018 zdobyła brązowy medal mistrzostw Europy seniorek.
Jej trenerem jest jej ojciec Wojciech Piechowiak, który w 1990 został wicemistrzem Europy juniorów w kategorii 110 kg, dwukrotnie był wicemistrzem Polski seniorów (1991 i 1992 w kat. +110 kg).